# Symphysodontella attenuatula
Symphysodontella attenuatula är en bladmossart som beskrevs av Fleischer 1908. Symphysodontella attenuatula ingår i släktet Symphysodontella och familjen Pterobryaceae. Inga underarter finns listade i Catalogue of Life.